# Bandera de Sant Vicenç dels Horts
La bandera oficial de Sant Vicenç dels Horts té la següent descripció:
Bandera apaïsada, de proporcions dos d'alt per tres de llarg, blanca, amb la palma verd fosc de l'escut d'alçària 3/4 de la del drap i amplària 1/18 de la llargària del mateix drap, al centre; i amb dos discs concèntrics juxtaposats, l'interior verd fosc de diàmetre 1/12 de l'alçària del drap i l'exterior negre, de diàmetre 1/3 de la mateixa alçària, sobreposats al centre.
Va ser aprovada el 19 d'octubre de 2007 i publicada en el DOGC el 2 de novembre del mateix any amb el número 5000.